# Happiness Is a Butterfly
«Happiness Is a Butterfly» (стилизованное написание на физических носителях — «Happiness is a butterfly», с англ. — «Счастье — это бабочка») — песня американской певицы и автора песен Ланы Дель Рей. Исполнительница анонсировала её в социальной сети Instagram в марте 2018 года.
Песня издана на шестом студийном альбоме певицы Norman Fucking Rockwell!, который вышел на лейблах Interscope и Polydor 30 августа 2019 года.

## Релиз
Лана Дель Рей анонсировала «Happiness Is a Butterfly» в своём профиле в социальной сети Instagram 29 марта 2018 года, выложив видео, содержащее отрывок из этой песни. 6 октября 2018 года Дель Рей выложила видео со вторым отрывком из композиции, где исполнительница поёт песню вместе с двумя девушками из её подтанцовки.

## Музыкальное видео
11 января 2019 года Дель Рей поделилась в Instagram 1-минутным отрывком музыкального видео на песню. Видео было снято сестрой исполнительницы, фотографом Кэролайн Грант, и включает в себя сцену с двумя девушками из подтанцовки Дель Рей, Эшли Родригес и Александрией Кэйе, и сцену, где певица разговаривает по телефону. Подобные кадры были использованы ранее в музыкальных видео на синглы «Mariners Apartment Complex» и «Venice Bitch».